# Bo Persson (tafeltennisser)
Bo Persson (1 januari 1948) is een voormalig Zweeds professioneel tafeltennisser.
Hij werd in 1973, met teamgenoten Stellan Bengtsson, Anders Johansson, Kjell Johansson en Ingemar Wikström, wereldkampioen door in de finale in Sarajevo het Chinese team te verslaan.

## Belangrijkste resultaten
- Goud met het team op de wereldkampioenschappen 1973.
- Goud met het team op de Europese kampioenschappen 1968.
- Goud met het team op de Europese kampioenschappen 1970.
- Goud met het team op de Europese kampioenschappen 1972.
- Goud met het team op de Europese kampioenschappen 1974.
- Brons met het team op de wereldkampioenschappen 1967.
- Brons met het team op de wereldkampioenschappen 1975.